# Georg Anton Gangyner

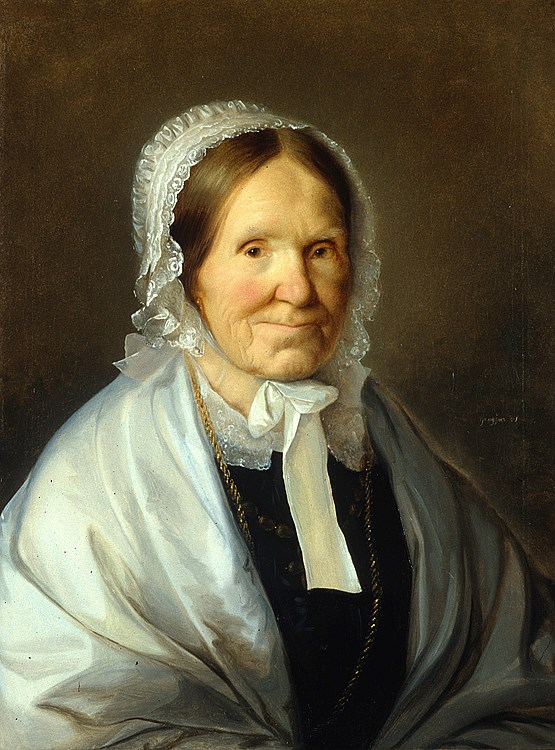
Bildnis einer älteren Dame mit Haube

Georg Anton Gangyner, auch Georg Anton Gangginer oder Georg Anton Ganginer (* 29. Oktober 1807 in Lachen SZ; † 17. Dezember 1876 ebenda) war ein Schweizer Porträt- und Vedutenmaler.

## Leben
Georg Anton Gangyner erhielt den ersten Musikunterricht beim Lachner Dorfschullehrer Franz Joachim Raff. Danach wurde er Lehrling beim Kunstmaler Franz Joseph Menteler in Lachen sowie beim Porträt- und Historienmaler Johann Kaspar Moos in Zug.
Gangyner studierte ab dem 16. April 1823 an der Königlichen Akademie der Künste in München. Nach dem Studium unternahm er Studienreisen ins Ausland und besuchte u. a. Paris. 1830 setzte er sein Studium an der Münchner Akademie bei Melchior Paul von Deschwanden fort.
Von 1833 bis 1834 war er in St. Gallen tätig, ab 1835 wurde er Zeichnungslehrer in Glarus.
1844 heiratete er Anna Maria Katharina Theiler, mit der er zwei Söhne hatte, die aber nach dreijähriger Ehe starb. Als Witwer wohnte er von 1848 bis 1852 in Frauenfeld. 1851 heiratete er Maria Anna Aloisia Mächler aus Rapperswil. Diese zweite, kinderlose Ehe wurde 1872 geschieden.
1852 kam er nach Lachen zurück und zog ins väterliche Haus. In Lachen war er als Porträt- und Vedutenmaler und Zeichnungslehrer sowie Musiker tätig. Er porträtierte viele Persönlichkeiten aus Gesellschaft und Politik. Seine Vedutenbilder stellen wertvolle Dokumente seiner Epoche dar. Zu seinen Schülern gehörte u. a. Marius Beul. Von 1825 bis 1842 nummerierte Gangyner seine Bilder. In diesem Zeitraum entstanden 581 Werke, von denen etwa 200 bis heute existieren. 1854 wurde Gangyner als hervorragender Tenor und Violinist zum Präsidenten des örtlichen Cäcilienchors gewählt.